# Sulo Vaattovaara
Sulo Anders Vaattovaara, född 18 juli 1962 i Torshälla stadsförsamling i Södermanlands län, är en svensk tidigare fotbollsspelare och fotbollstränare. Han spelade 252 matcher för IFK Norrköping under åren 1988–1998 och 114 matcher för Hammarby under fem år. Som ung spelade han i Torshälla-Nyby IS.  
Vaattovaara var med i OS-landslaget i fotboll i Seoul 1988. Han spelade första matchen mot Tunisien men blev skadad och missade resten av turneringen. Han spelade sex av OS-landslagets nio matcher detta år som högerback. Han gjorde en träningslandskamp för A-landslaget från start som högerback mot Tyskland 10 oktober 1990, samt ytterligare tre inhopp i träningslandskamperna mot Norge, Danmark och Bulgarien samma år.
Vaattovaara har även varit tipselittränare i IFK Norrköping och tidigare också huvudtränare i bland annat Sandvikens IF i Division II.